# Einerverfolgung bei den Commonwealth Games
Seit 1934 werden Wettbewerbe im Radsport im Rahmen der Commonwealth Games (früher British Empire Games) für Radrennfahrer aus den Ländern der Commonwealth of Nations veranstaltet. Die Einerverfolgung bei den Commonwealth Games gehört seit 1950 zu den im Bahnradsport ausgetragenen Disziplinen.

## Palmarès
- 1950  Cyril Cartwright
- 1954  Norman Sheil
- 1958  Norman Sheil
- 1962  Maxwell Langshaw
- 1966  Hugh Porter
- 1970  Ian Hallam
- 1974  Ian Hallam
- 1978  Mike Richards
- 1982  Michael Turtur
- 1986  Dean Woods
- 1990  Gary Anderson
- 1994  Bradley McGee
- 1998  Bradley McGee
- 2002  Bradley McGee
- 2006  Paul Manning
- 2010  Jack Bobridge
- 2014  Jack Bobridge
- 2018  Charlie Tanfield
- 2022  Aaron Gate